# 瑞典皇家圖書館

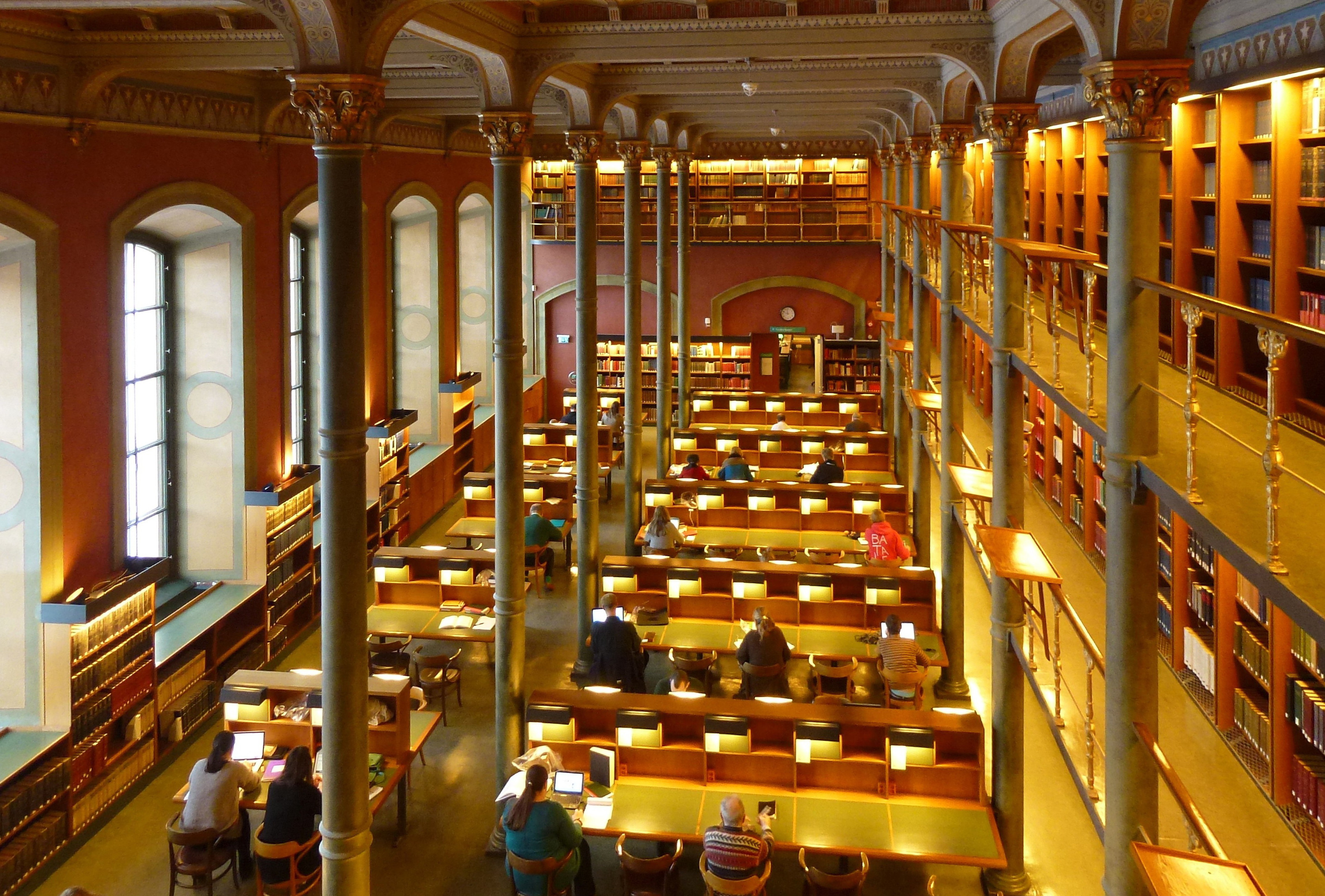
瑞典皇家圖書館大閱覽室

瑞典皇家圖書館（瑞典語：Kungliga biblioteket）是瑞典的國家圖書館，位於斯德哥爾摩市中心的酒花公園。该图书馆收集并保存在瑞典国内出版发行的所有声音、图片及印刷的材料。该图书馆的收藏物对所有人开放，但它的工作主要针对科研机关。该館收藏的材料不能外借，必须在馆內做研究。大部分材料被保管在仓库裏，所以必须事先预定。
瑞典皇家图书馆是国家机構，受瑞典教育部管辖。该馆收藏品共有两千多万件。除了书籍还有海报、图片、手写文字和广告印刷品。声音及影像收藏品有多达七百多万小时的录制品。图书馆也收藏如阿斯特麗德·林格倫、奥古斯特·斯特林堡和达格·哈马舍尔德等人的个人收藏。

## 法定送存
根据瑞典的法定送存法，預定在瑞典传播的印刷品出版人必须将每一印刷品中的一份交付皇家图书馆和六家其它科研图书馆。音乐、电影、电视或广播的出品人也必须将拷贝交付图书馆。但是在某些情况下，仅提供放映材料的部分即可。
该法律源于1661年的《书记法》，該法律规定所有在瑞典的书籍出版人必须将他们出版的所有文字上交两份，一份给国家档案局，一份给皇家图书馆。制訂该法律的原因本来是为了控制舆论，而不是为后代保存材料。

## 合作
皇家图书馆负责向高等教育和研究提供資訊，这包括協助研者與大學圖書館獲得中央许可，以方便各方接触数据库。皇家图书馆開發並維護一套數據庫系統 LIBRIS。它透過互聯網對公眾開放，內容包括300個瑞典圖書館所擁有的500多萬種圖書。

## 外部連結
- 皇家图书馆的网页
- 图书馆数据库Libris
- 瑞典媒体数据库 （页面存档备份，存于）
- 手写文字的数字化处理Codex Gigas （页面存档备份，存于）